# Carlos Moyá
Carlos Moyá Llompart (ur. 27 sierpnia 1976 w Palma de Mallorca) – hiszpański tenisista, zwycięzca French Open 1998 w grze pojedynczej, lider rankingu ATP, zdobywca Pucharu Davisa, olimpijczyk z Aten (2004).
Do 2007 roku był związany z włoską tenisistką, Flavią Pennettą. Później związał się z Caroliną Cerezuelą. W sierpniu 2010 roku urodziła im się córka Carla, a w grudniu 2012 roku syn Carlos.

## Kariera tenisowa
Jako zawodowy tenisista Moyá występował w latach 1995–2010.
W grze pojedynczej Hiszpan wygrał 20 turniejów rangi ATP World Tour oraz uczestniczył w 24 finałach.
Jednym z jego największych sukcesów był triumf we French Open w 1998 roku. W ćwierćfinale zawodów pokonał Marcela Ríosa, a w finale 6:3, 7:5, 6:3 Àlexa Corretję. Sezon 1998 był ogólnie najlepszym w karierze Moyi. Oprócz tytułu w Paryżu wygrał rozgrywki ATP Super 9 w Monte Carlo, był w półfinale US Open, w finale na Majorce i ATP Finals. W turnieju ATP Finals podczas meczów grupowych pokonał Karola Kučerę i Jewgienija Kafielnikowa, a poniósł porażkę z Pete'em Samprasem. W spotkaniu półfinałowym wyeliminował Tima Henmana, a w meczu o tytuł uległ Àlexowi Corretji. W styczniu 1997 roku Moyá awansował do finału Australian Open, gdzie nie sprostał Pete'owi Samprasowi.
W 2004 roku zagrał na igrzyskach olimpijskich w Atenach. W turnieju singlowym dotarł do ćwierćfinału przegrywając z Nicolásem Massú, natomiast w zawodach deblowych odpadł w 1 rundzie, startując razem z Rafaelem Nadalem.
W latach 1996–2004 Moyá reprezentował Hiszpanię w Pucharze Davisa. Łącznie przez ten czas zagrał w 27 meczach singlowych, wygrywając 20 z nich. W 2004 roku pomógł drużynie zdobyć trofeum, po zwycięstwie 3:2 w finale ze Stanami Zjednoczonymi. W swoich pojedynkach pokonał Mardy'ego Fisha i Andy'ego Roddicka.
W rankingu gry pojedynczej Moyá najwyżej był na 1. miejscu (15 marca 1999), a w klasyfikacji gry podwójnej na 108. pozycji (29 października 2001). Liderem zestawienia singlowego był przez 2 tygodnie, do 28 marca 1999 roku.

### Gra pojedyncza (20–24)
| Końcowy wynik | Nr  | Data                 | Turniej                     | Nawierzchnia  | Przeciwnik          | Wynik finału                |
| ------------- | --- | -------------------- | --------------------------- | ------------- | ------------------- | --------------------------- |
| Zwycięzca     | 1.  | 12 listopada 1995    | Buenos Aires                | Ceglana       | Félix Mantilla      | 6:0, 6:3                    |
| Finalista     | 1.  | 5 maja 1996          | Monachium                   | Ceglana       | Ctislav Doseděl     | 4:6, 6:4, 3:6               |
| Zwycięzca     | 2.  | 18 sierpnia 1996     | Umag                        | Ceglana       | Félix Mantilla      | 6:0, 7:6(4)                 |
| Finalista     | 2.  | 15 września 1996     | Bukareszt                   | Ceglana       | Alberto Berasategui | 1:6, 6:7(5)                 |
| Finalista     | 3.  | 12 stycznia 1997     | Sydney                      | Twarda        | Tim Henman          | 3:6, 1:6                    |
| Finalista     | 4.  | 26 stycznia 1997     | Australian Open, Melbiurne  | Twarda        | Pete Sampras        | 2:6, 3:6, 3:6               |
| Finalista     | 5.  | 3 sierpnia 1997      | Amsterdam                   | Ceglana       | Ctislav Doseděl     | 6:7(4), 6:7(5), 7:6(4), 2:6 |
| Finalista     | 6.  | 17 sierpnia 1997     | Indianapolis                | Twarda        | Jonas Björkman      | 3:6, 6:7(3)                 |
| Zwycięzca     | 3.  | 24 sierpnia 1997     | Long Island                 | Twarda        | Patrick Rafter      | 6:4, 7:6(1)                 |
| Finalista     | 7.  | 14 września 1997     | Bournemouth                 | Ceglana       | Félix Mantilla      | 2:6, 2:6                    |
| Zwycięzca     | 4.  | 26 kwietnia 1998     | Monte Carlo                 | Ceglana       | Cédric Pioline      | 6:3, 6:0, 7:5               |
| Zwycięzca     | 5.  | 7 czerwca 1998       | French Open, Paryż          | Ceglana       | Àlex Corretja       | 6:3, 7:5, 6:3               |
| Finalista     | 8.  | 4 października 1998  | Majorka                     | Ceglana       | Gustavo Kuerten     | 7:6(5), 2:6, 3:6            |
| Finalista     | 9.  | 29 listopada 1998    | World Championship, Hanower | Twarda (hala) | Àlex Corretja       | 6:3, 6:3, 5:7, 3:6, 5:7     |
| Finalista     | 10. | 7 marca 1999         | Indian Wells                | Twarda        | Mark Philippoussis  | 7:5, 4:6, 4:6, 6:4, 2:6     |
| Zwycięzca     | 6.  | 16 kwietnia 2000     | Estoril                     | Ceglana       | Francisco Clavet    | 6:3, 6:2                    |
| Finalista     | 11. | 22 października 2000 | Tuluza                      | Twarda (hala) | Àlex Corretja       | 3:6, 2:6                    |
| Finalista     | 12. | 29 kwietnia 2001     | Barcelona                   | Ceglana       | Juan Carlos Ferrero | 6:4, 5:7, 3:6, 6:3, 5:7     |
| Zwycięzca     | 7.  | 22 lipca 2001        | Umag                        | Ceglana       | Jérôme Golmard      | 6:4, 3:6, 7:6(2)            |
| Zwycięzca     | 8.  | 3 marca 2002         | Acapulco                    | Ceglana       | Fernando Meligeni   | 7:6(4), 7:6(4)              |
| Finalista     | 13. | 21 kwietnia 2002     | Monte Carlo                 | Ceglana       | Juan Carlos Ferrero | 5:7, 3:6, 4:6               |
| Zwycięzca     | 9.  | 14 lipca 2002        | Bastad                      | Ceglana       | Junus al-Ajnawi     | 6:3, 2:6, 7:5               |
| Zwycięzca     | 10. | 21 lipca 2002        | Umag                        | Ceglana       | David Ferrer        | 6:2, 6:3                    |
| Zwycięzca     | 11. | 11 sierpnia 2002     | Cincinnati                  | Twarda        | Lleyton Hewitt      | 7:5, 7:6(5)                 |
| Finalista     | 14. | 29 września 2002     | Hongkong                    | Twarda        | Juan Carlos Ferrero | 3:6, 6:1, 6:7(4)            |
| Zwycięzca     | 12. | 23 lutego 2003       | Buenos Aires                | Ceglana       | Guillermo Coria     | 6:3, 4:6, 6:4               |
| Finalista     | 15. | 30 marca 2003        | Miami                       | Twarda        | Andre Agassi        | 3:6, 3:6                    |
| Zwycięzca     | 13. | 27 kwietnia 2003     | Barcelona                   | Ceglana       | Marat Safin         | 5:7, 6:2, 6:2, 3:0 krecz    |
| Zwycięzca     | 14. | 27 lipca 2003        | Umag                        | Ceglana       | Filippo Volandri    | 6:4, 3:6, 7:5               |
| Finalista     | 16. | 12 października 2003 | Wiedeń                      | Twarda (hala) | Roger Federer       | 3:6, 3:6, 3:6               |
| Zwycięzca     | 15. | 11 stycznia 2004     | Ćennaj                      | Twarda        | Paradorn Srichaphan | 6:4, 3:6, 7:6(5)            |
| Finalista     | 17. | 18 stycznia 2004     | Sydney                      | Twarda        | Lleyton Hewitt      | 3:4 krecz                   |
| Finalista     | 18. | 22 lutego 2004       | Buenos Aires                | Ceglana       | Guillermo Coria     | 4:6, 1:6                    |
| Zwycięzca     | 16. | 7 marca 2004         | Acapulco                    | Ceglana       | Fernando Verdasco   | 6:3, 6:0                    |
| Zwycięzca     | 17. | 9 maja 2004          | Rzym                        | Ceglana       | David Nalbandian    | 6:3, 6:3, 6:1               |
| Zwycięzca     | 18. | 9 stycznia 2005      | Ćennaj                      | Twarda        | Paradorn Srichaphan | 3:6, 6:4, 7:6(5)            |
| Finalista     | 19. | 31 lipca 2005        | Umag                        | Ceglana       | Guillermo Coria     | 2:6, 6:4, 2:6               |
| Finalista     | 20. | 8 stycznia 2006      | Ćennaj                      | Twarda        | Ivan Ljubičić       | 6:7(6), 2:6                 |
| Zwycięzca     | 19. | 19 lutego 2006       | Buenos Aires                | Ceglana       | Filippo Volandri    | 7:6(6), 6:4                 |
| Finalista     | 21. | 7 stycznia 2007      | Sydney                      | Twarda        | James Blake         | 3:6, 7:5, 1:6               |
| Finalista     | 22. | 3 marca 2007         | Acapulco                    | Ceglana       | Juan Ignacio Chela  | 3:6, 6:7(2)                 |
| Zwycięzca     | 20. | 29 lipca 2007        | Umag                        | Ceglana       | Andrei Pavel        | 6:4, 6:2                    |
| Finalista     | 23. | 17 lutego 2008       | Costa do Sauípe             | Ceglana       | Nicolás Almagro     | 6:7(4), 6:3, 5:7            |
| Finalista     | 24. | 14 sierpnia 2008     | Bukareszt                   | Ceglana       | Gilles Simon        | 3:6, 4:6                    |

### Osiągnięcia w turniejach Wielkiego Szlema i ATP World Tour Masters 1000 (gra pojedyncza)
| Turniej                     | 1995         | 1996         | 1997         | 1998         | 1999         | 2000         | 2001         | 2002         | 2003         | 2004         | 2005         | 2006         | 2007         | 2008         | 2009         | 2010         | Wygrane turnieje | Bilans w turnieju |
| Wielki Szlem                | Wielki Szlem | Wielki Szlem | Wielki Szlem | Wielki Szlem | Wielki Szlem | Wielki Szlem | Wielki Szlem | Wielki Szlem | Wielki Szlem | Wielki Szlem | Wielki Szlem | Wielki Szlem | Wielki Szlem | Wielki Szlem | Wielki Szlem | Wielki Szlem | Wielki Szlem     | Wielki Szlem      |
| --------------------------- | ------------ | ------------ | ------------ | ------------ | ------------ | ------------ | ------------ | ------------ | ------------ | ------------ | ------------ | ------------ | ------------ | ------------ | ------------ | ------------ | ---------------- | ----------------- |
| Australian Open             | –            | 1R           | F            | 2R           | 1R           | –            | QF           | 2R           | 2R           | –            | 1R           | 1R           | 1R           | 1R           | 1R           | 1R           | 0 / 13           | 13–13             |
| French Open                 | –            | 2R           | 2R           | W            | 4R           | 1R           | 2R           | 3R           | QF           | QF           | 4R           | 3R           | QF           | 1R           | –            | –            | 1 / 13           | 32–12             |
| Wimbledon                   | –            | 1R           | 2R           | 2R           | 2R           | 1R           | 2R           | –            | –            | 4R           | –            | –            | 1R           | –            | –            | –            | 0 / 8            | 7–8               |
| US Open                     | –            | 2R           | 1R           | SF           | 2R           | 4R           | 3R           | 2R           | 4R           | 3R           | 2R           | 3R           | QF           | 2R           | –            | –            | 0 / 13           | 26–13             |
| Bilans spotkań              | 0–0          | 2–4          | 8–4          | 14–3         | 5–3          | 3–3          | 8–4          | 4–3          | 8–3          | 9–3          | 4–3          | 4–3          | 8–4          | 1–3          | 0–1          | 0–1          | N/A              | 78–46             |
| ATP World Tour Finals       |              |              |              |              |              |              |              |              |              |              |              |              |              |              |              |              |                  |                   |
| ATP World Tour Finals       | –            | –            | SF           | F            | –            | –            | –            | SF           | RR           | RR           | –            | –            | –            | –            | –            | –            | 0 / 5            | 10–9              |
| ATP World Tour Masters 1000 |              |              |              |              |              |              |              |              |              |              |              |              |              |              |              |              |                  |                   |
| Indian Wells                | –            | –            | 3R           | 3R           | F            | 1R           | 2R           | 1R           | 3R           | 2R           | QF           | 2R           | 4R           | 3R           | –            | 2R           | 0 / 13           | 18–12             |
| Miami                       | –            | –            | 3R           | 3R           | 4R           | 2R           | 4R           | 2R           | F            | QF           | 3R           | 3R           | 2R           | 3R           | –            | –            | 0 / 12           | 19–12             |
| Monte Carlo                 | –            | 3R           | SF           | W            | QF           | 2R           | 2R           | F            | SF           | SF           | 1R           | 1R           | 1R           | 1R           | –            | –            | 1 / 13           | 26–12             |
| Rzym                        | –            | 3R           | 3R           | 3R           | 3R           | 2R           | 1R           | QF           | 3R           | W            | 1R           | 1R           | 1R           | 1R           | –            | –            | 1 / 13           | 20–12             |
| Stuttgart/Madryt            | –            | 1R           | 2R           | 2R           | –            | 1R           | 1R           | 3R           | 3R           | –            | 2R           | 1R           | 2R           | 1R           | –            | 1R           | 0 / 12           | 3–12              |
| Montreal/Toronto            | –            | –            | –            | –            | –            | –            | 2R           | 2R           | 1R           | 3R           | 1R           | 3R           | 1R           | 1R           | –            | –            | 0 / 8            | 6–8               |
| Cincinnati                  | –            | –            | –            | 2R           | 1R           | 2R           | 2R           | W            | 1R           | QF           | 3R           | 1R           | QF           | QF           | –            | –            | 1 / 11           | 19–10             |
| Paryż                       | –            | 3R           | 2R           | 2R           | 2R           | 1R           | 1R           | SF           | –            | –            | –            | –            | 2R           | –            | –            | –            | 0 / 8            | 5–8               |
| Hamburg                     | –            | 3R           | 2R           | 1R           | SF           | 1R           | 1R           | 2R           | 2R           | QF           | –            | 1R           | SF           | QF           | NMS          | NMS          | 0 / 12           | 17–12             |
| Ranking na koniec sezonu    |              |              |              |              |              |              |              |              |              |              |              |              |              |              |              |              |                  |                   |
|                             | 61           | 28           | 7            | 5            | 22           | 41           | 19           | 5            | 7            | 5            | 31           | 43           | 17           | 42           | 446          | 516          | N/A              | N/A               |

Legenda
     W, wygrał turniej
     F, przegrał w finale
     SF, przegrał w półfinale
     QF, przegrał w ćwierćfinale
     4R, 3R, 2R, 1R przegrał w IV, III, II, I rundzie
     RR, odpadł w fazie grupowej
     –, nie startował w turnieju głównym

## Kariera trenerska
Od stycznia do listopada 2016 roku był trenerem Milosa Raonica, który w tym czasie został finalistą Wimbledonu i sezon zakończył na 3. miejscu w klasyfikacji ATP. Od 2017 dołączył do sztabu Rafaela Nadala, a z początkiem sezonu 2018 został pierwszym trenerem Nadala.